# Third Degree (álbum)
Third Degree es un álbum de Johnny Winter, publicado en 1986 y el último de su trilogía con Alligator Records. Para la ocasión, Winter se reunió temporalmente con Tommy Shannon y Uncle Red Turner, excopmpañeros de banda, para tres de las canciones de Third Degree. Otro invitado notable es el Dr. John, quién participa en "Love, life and money" y "Tin pan alley". También se incluyeron en el álbum dos canciones acústicas, para las que Johnny Winter practicó durante meses con una National Steel Guitar (Evil on my mind y Bad girl blues).

## Lista de canciones
1. "Mojo Boogie" (J.B. Lenoir) — 4:52
2. "Love, Life and Money" (Willie Dixon, Henry Glover) — 5:20
3. "Evil on My Mind" (Johnny Winter) — 2:17
4. "See See Baby" (Freddie King, Sonny Thompson) — 3:10
5. "Tin Pan Alley" (Jerry Jones) — 5:48
6. "I'm Good" (Collins, Lee) — 3:49
7. "Third Degree" (Eddie Boyd, Willie Dixon) — 6:34
8. "Shake Your Moneymaker" (Elmore James) — 2:40
9. "Bad Girl Blues" (William Borum a.k.a. Memphis Willie B. ) — 4:33
10. "Broke and Lonely" (John Jacob Watson a.k.a. Johnny Guitar Watson) — 4:50

## Músicos
- Johnny Winter — voces, guitarras
- Ken Saydak — piano
- Dr. John — piano en pistas 2 y 5
- Johnny B. Gayden - bajo eléctrico
- Tommy Shannon — bajo en pistas 4, 8 y 10
- Uncle Red Turner — batería en pistas 4, 8 y 10
- Casey Jones — batería